# 泽州岱庙
35°25′03″N 112°43′28″E / 35.41750°N 112.72444°E
泽州岱庙位于中国山西省晋城市泽州县南村镇冶底村，始建于北宋元丰三年，2001年被列为第五批全国重点文物保护单位。
泽州岱庙坐北朝南，占地3720平方米，现存天齐殿、东西配殿、东西垛殿等建筑，其中天齐殿为宋代原构，余为明清建筑。天齐殿面阔三间，进深三间，单檐歇山顶。